# 袁倩瀅
袁倩瀅（Yuen Sin Ying，1994年1月13日—），香港女子羽毛球運動員。

## 簡歷
2011年12月，袁倩瀅代表聖保祿學校與馮慧婷合作贏得全港學界精英羽毛球賽女雙冠軍。她在中學畢業後轉做全職運動員。
2017年12月，袁倩瀅出戰印度羽毛球國際挑戰賽，與吳詠瑢合作拿得女子雙打比賽亞軍。

## 主要比賽成績
只列出曾進入準決賽的國際賽事成績：
| 年份   | 賽事                     | 公開賽級別 | 項目     | 拍檔   | 成績   |
| ------ | ------------------------ | ---------- | -------- | ------ | ------ |
| 2017年 | 印度羽毛球國際挑戰賽     | 國際挑戰賽 | 女子雙打 | 吳詠瑢 | 亞軍   |
| 2018年 | 馬來西亞羽毛球國際挑戰賽 | 國際挑戰賽 | 女子雙打 | 吳芷柔 | 準決賽 |
| 2018年 | 海得拉巴羽毛球公開賽     | 超級100賽  | 女子雙打 | 吳芷柔 | 冠軍   |
| 2018年 | 新加坡羽毛球國際系列賽   | 國際系列賽 | 女子雙打 | 吳芷柔 | 冠軍   |
| 2019年 | 亞洲羽毛球混合團體錦標賽 | 其他       | 混合團體 | －     | 季軍   |

| 2007-2017年 | 首要超級賽 | 超級賽 | 黃金大獎賽 | 大獎賽 | 國際挑戰賽 | 國際系列賽 | 未來系列賽 | 其他 |

| 2018-2026年 | 總決賽 | 超級1000賽 | 超級750賽 | 超級500賽 | 超級300賽 | 超級100賽 | 國際挑戰賽 | 國際系列賽 | 未來系列賽 | 其他 |

### 奧運會和世錦賽參賽紀錄
|          | 搭檔   | 2018 | 2019 | 2020 | 2021 |
| -------- | ------ | ---- | ---- | ---- | ---- |
| 女子雙打 | 吳詠瑢 | 32強 | －   | －   | －   |
| 女子雙打 | 吳芷柔 | －   | 48強 | －   | 16強 |